# Louise de Saxe-Gotha-Altenbourg
Titre
Duchesse consort de Saxe-Cobourg-Saalfeld
31 juillet 1817 – 31 mars 1826
(7 ans, 3 mois et 29 jours)
Louise Dorothée Pauline Charlotte Frédérique Augusta de Saxe-Gotha-Altenbourg, princesse de Saxe-Gotha-Altenbourg puis, par son mariage, duchesse de Saxe-Cobourg-Saalfeld, est née le 21 décembre 1800 et est décédée le 30 août 1831. Épouse malheureuse du duc Ernest Ier de Saxe-Cobourg-Gotha, à qui elle apporta par héritage une partie du duché de Saxe-Gotha en 1825, elle est entre autres la mère du prince consort Albert du Royaume-Uni.

## Famille
La princesse Louise est la fille unique du duc Auguste de Saxe-Gotha-Altenbourg (1772-1822) et de sa première épouse Louise-Charlotte de Mecklembourg-Schwerin (1779-1801).
Le 31 juillet 1817, elle épouse à Gotha le duc Ernest III de Saxe-Cobourg-Saalfeld (1784-1844).
De ce mariage naissent deux enfants :
- Ernest II de Saxe-Cobourg-Gotha (1818-1893), duc de Saxe-Cobourg-Gotha (1844-1893), qui épouse la princesse Alexandrine de Bade (1820-1904).
- Albert de Saxe-Cobourg-Gotha (1819-1861), prince de Saxe-Cobourg-Gotha et prince consort du Royaume-Uni, qui épouse la reine Victoria du Royaume-Uni (1819-1901).

Après avoir divorcé de son premier époux, Louise se remarie secrètement, le 18 octobre 1826, au baron Alexandre von Hanstein (1804-1884).

## Biographie
Mariée en 1817 au duc Ernest III de Saxe-Cobourg-Saalfeld, la princesse Louise mène rapidement une existence malheureuse, ponctuée par des infidélités mutuelles. Le couple finit donc par se séparer en 1824 et Louise est éloignée de ses enfants. La princesse s’installe alors à Saint-Wendel, dans la principauté de Lichtenberg, qui appartient encore à l’époque à la maison de Wettin.
Peu de temps après, en 1825, la princesse hérite d’une partie du duché de Saxe-Gotha-Altenbourg mais c’est son époux qui en prend possession, transformant ainsi le duché de Saxe-Cobourg-Saalfeld en duché de Saxe-Cobourg-Gotha.
Le 31 mars 1826, le mariage de Louise et Ernest est officiellement dissout et, sept mois plus tard, elle s'unit secrètement à son amant le baron Alexandre von Hanstein. Mais son remariage est découvert en février 1831 et elle perd alors tout droit sur ses enfants.
La princesse meurt quelque temps après d’un cancer, à l’âge de 30 ans.